# Radio Canarias
Radio Canarias es una emisora de Gran Canaria (España). Forma parte del grupo Editorial Prens.

## Historia
Radio Canarias inició sus emisiones la medianoche del 17 de febrero de 2008, casi diez años después de que la Editorial Prensa Canaria consiguiera la licencia.
La emisora se puede escuchar en todo el municipio de Las Palmas de Gran Canaria y en áreas como Telde o Arucas, así como en todo el mundo a través de internet en radio-canarias.es y laprovincia.es. La tecnología con la que cuenta es de última generación, totalmente digital, y emite 24 horas al día.
Su programación está compuesta por programas informativos (Canarias Informa, Cinco minutos más), magazines (Contigo a las 6, A media mañana), musicales (Música per se, Protagonistas de la Música) y deportivos (Kilómetro 103, Diario deportivo). Cada hora se emite un boletín informativo y los fines de semana retransmisiones deportivas.
Desde enero de 2009, Ignacio Moll de Alba ocupa el puesto de director, que además presenta el espacio Bungalow 103.

## Frecuencias
- 103.0 (FM)

## Enlaces relacionados
- La Provincia (Canarias)